# Danemark au Concours Eurovision de la chanson
Le Danemark participe au Concours Eurovision de la chanson, depuis sa deuxième édition, en 1957, et l'a remporté à trois reprises, en 1963, 2000 et 2013.

## Participation
Le Danemark aurait dû participer à la première édition du concours, en 1956. Mais la télévision publique danoise ne put respecter la date limite d’inscription et dut s’abstenir. Elle diffusa cependant la finale et fit ses débuts, l’année suivante.
Le pays participe donc depuis 1957, mais s’est retiré à de nombreuses reprises. Entre 1967 et 1977, car les responsables de la télévision publique danoise avaient estimé que leur budget pouvait être investi dans des programmes plus en phase avec les réalités musicales de l'époque. En 1994, 1998 et 2003, par relégation, à la suite des résultats obtenus l’année précédente. Enfin, en 1996, car cette année-là, l'UER instaura une épreuve de présélection, au terme de laquelle le Danemark fut éliminé.
Depuis l'instauration des demi-finales, en 2004, le Danemark a manqué huit finales du concours : en 2004, 2007, 2015, 2016, 2021, 2022, 2023 et 2024.

## Résultats
Le Danemark a remporté le concours à trois reprises. 
La première fois, en 1963, avec la chanson Dansevise, interprétée par Grethe & Jørgen Ingmann. Le déroulement du vote rencontra plusieurs problèmes et causa une controverse majeure dans l'histoire du concours. Les porte-paroles nationaux devaient en effet annoncer dans l'ordre : le numéro d'ordre de passage de la chanson, le nom du pays correspondant et finalement les votes qui lui étaient attribués. Mais le porte-parole du jury norvégien, Roald Øyen, ne respecta pas la procédure et se trompa dans ses énoncés. Il attribua successivement 5 votes au Royaume-Uni, 4 votes à l'Italie, 3 votes à la Suisse, 2 votes au Danemark et 1 vote à l'Allemagne, tout en confondant les ordres de passage. Il fut repris par la présentatrice, Katie Boyle, qui le pria de répéter les résultats dans l'ordre correct. Roald Øyen demanda alors d'être rappelé à la fin du vote, après que tous les autres pays aient été contactés. À la fin de la procédure, la Suisse était en tête avec 42 votes et le Danemark, deuxième avec 40 votes. Mais, lorsque Katie Boyle recontacta le jury norvégien, Roald Øyen lut des résultats différents de ceux énoncés précédemment. Il attribua successivement 5 votes au Royaume-Uni, 2 votes à l'Allemagne, 3 votes à l'Italie, 4 votes au Danemark et 1 vote à la Suisse. Les résultats furent corrigés sur le tableau. Le Danemark obtint ainsi 42 votes et la Suisse, 40. Le Danemark fut alors proclamé vainqueur. Il s'avéra par la suite que les résultats du jury norvégien n'étaient pas prêts lorsqu'il fut appelé pour la première fois par Katie Boyle. Son président était encore occupé à additionner les votes des jurés. Pris de court, Roald Øyen aurait lu des résultats provisoires.
La deuxième fois, en 2000, avec la chanson Fly on the Wings of Love, interprétée par les Olsen Brothers. Les Olsen Brothers devinrent les artistes les plus âgés à décrocher le grand prix : Jørgen avait alors 51 ans et Niels, 47. Ils battirent ainsi le record de Charlie McGettigan, âgé de 44 ans lors de sa victoire en 1994. Par la suite, Fly on the Wings of Love rencontra un très grand succès commercial dans les pays scandinaves et germanophones. Le single se vendit à 100 000 exemplaires au Danemark (un record absolu pour l’époque) et fut numéro un des ventes en Suède.
La troisième fois, en 2013, avec la chanson Only Teardrops, interprétée par Emmelie de Forest.
Le pays a en outre remporté une demi-finale, en 2013. Il a également terminé à deux reprises, à la deuxième place : une fois en finale, en 2001 ; une autre fois en demi-finale, en 2011. Il a terminé à cinq reprises, à la troisième place : trois fois en finale, en 1957, 1988 et 1989 ; deux autres fois en demi-finale, en 2005 et 2008. Le Danemark a terminé à la dernière place, une seule fois : en 2002. Le pays n'a jamais obtenu de nul point.

## Pays hôte
Le Danemark a organisé le concours à trois reprises : en 1964, en 2001 et en 2014.

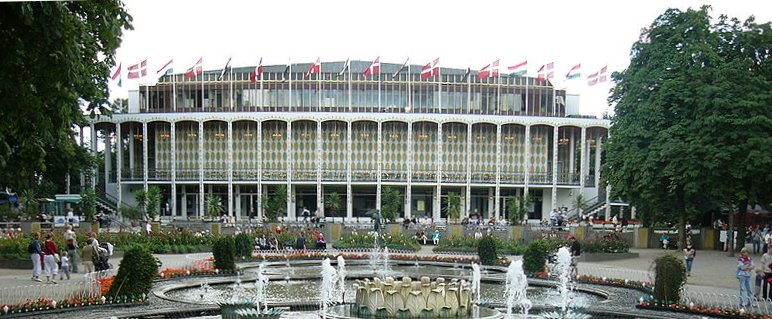
Le Tivolis Koncertsal de Copenhague accueille le concours en 1964.

En 1964, l’évènement se déroula le samedi 21 mars 1964, dans la salle de concert du Tivolis Garden, à Copenhague. La présentatrice de la soirée fut Lotte Wæver et le directeur musical, Kai Mortensen. Avec l'édition 1956, l'édition 1964 est la seule dont aucun enregistrement vidéo n'a été conservé. Seuls ont été préservés un enregistrement audio complet, des fragments de l'introduction et la version écourtée de la reprise de la chanson gagnante. Apparemment, la seule copie complète existante fut détruite durant les années '70, lors d'un incendie des studios de la télévision publique danoise. Cette année-là, il y eut des protestations dans l’opinion publique danoise, concernant la participation au concours de l'Espagne et du Portugal, qui étaient encore à l'époque des dictatures militaires. Cela conduisit au premier incident politique de l'histoire du concours. Après le passage de la représentante suisse, un homme surgit sur scène, brandissant une bannière sur laquelle était peinte : « Boycott Franco & Salazar ». Pendant qu'il était évacué par la sécurité, la caméra fit un plan fixe sur le tableau de vote. Enfin, ce fut la toute première fois que l'UER délégua sur place un scrutateur, en l'occurrence Miroslav Vilcek.

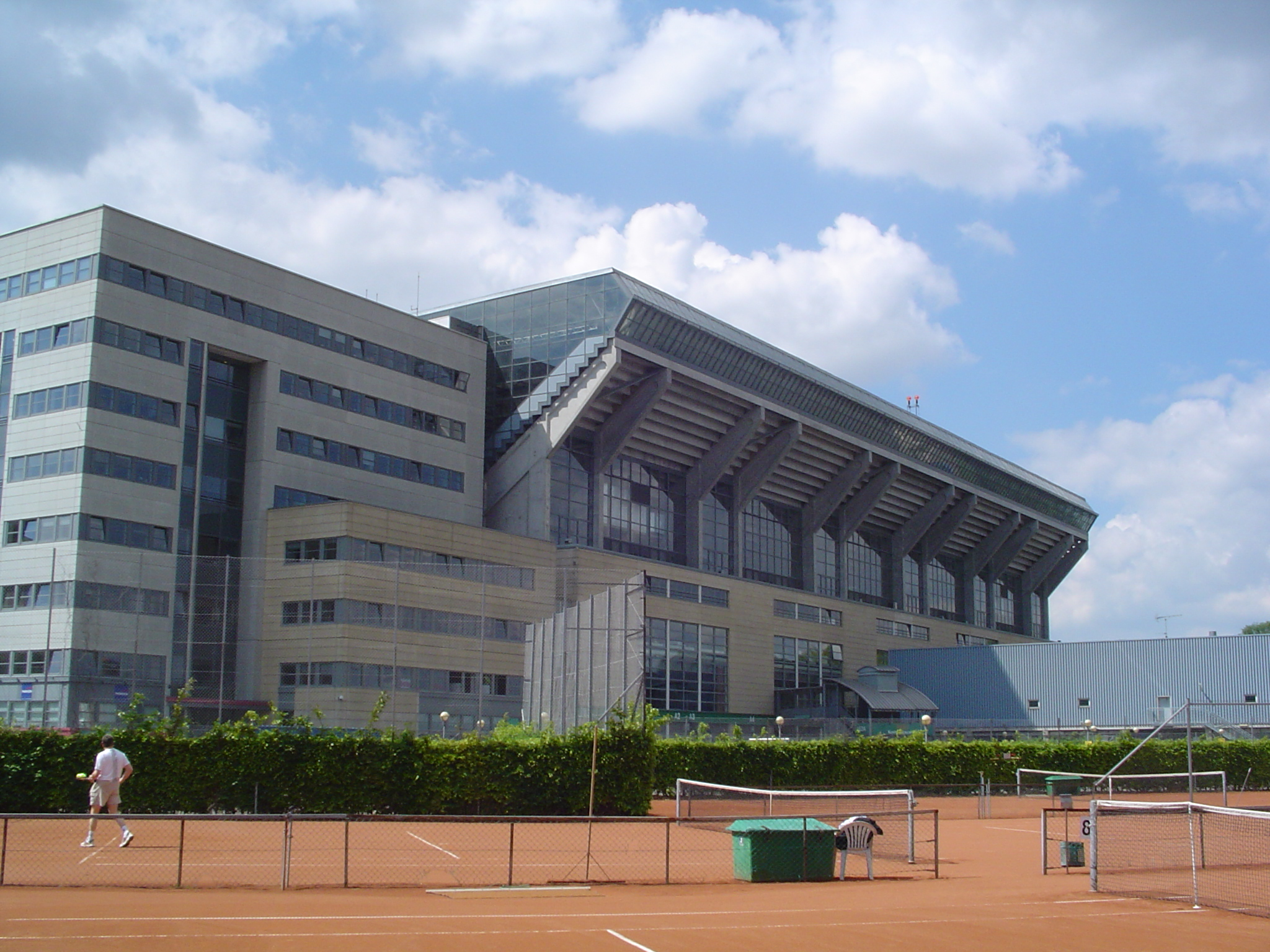
Le Parken de Copenhague reçoit l'Eurovision 2001.

En 2001, l’évènement se déroula le samedi 12 mai 2001, au Parken Stadium, à Copenhague. Les présentateurs de la soirée furent la journaliste Natasja Crone Back et l’acteur Søren Pilmark. 35 000 spectateurs prirent place dans le Parken, ce soir-là, le plus vaste public de l’histoire du concours. Le choix du Parken se révéla cependant décevant : la plupart des spectateurs ne purent même pas apercevoir les artistes, étant tous assis trop loin de la scène. Le commentateur britannique, Terry Wogan, s’attira les foudres de la télévision et de l’opinion publique danoise, par ses remarques acerbes sur les présentateurs et leur manière de s’exprimer. Durant la retransmission, il les affubla de surnoms peu flatteurs : Pilmark devint le « Docteur la Mort » et Back, la « Petite Souris », la « Petite Sirène » et la « Fiancée de Frankenstein ». Les organisateurs et la population danoise s’en sentirent si insultés, que Wogan et la BBC durent par la suite publier une lettre officielle d’excuses.

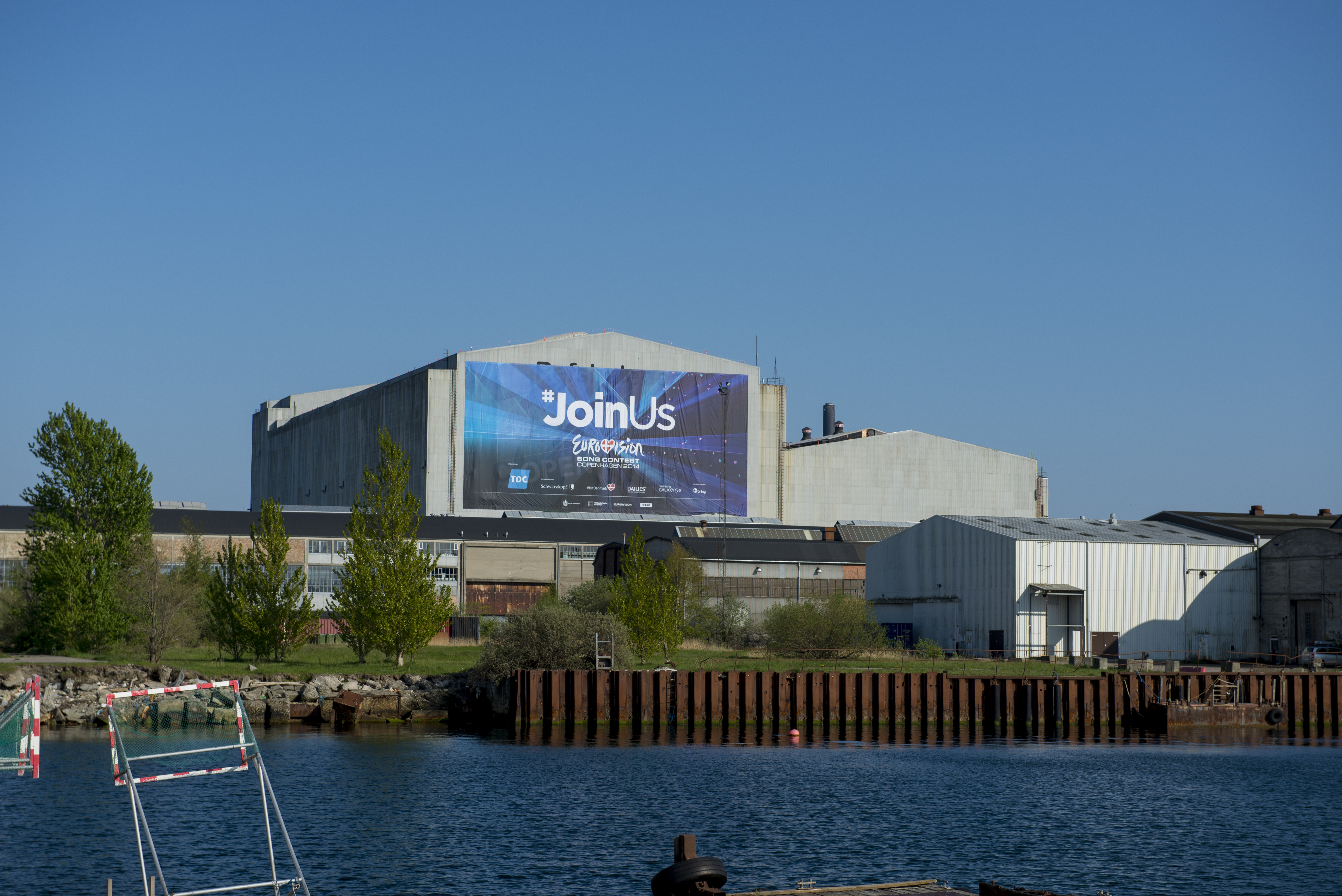
L'Eurovision 2014 se déroule au B&W Hallerne de Copenhague, rénové pour l'occasion.

En 2014, l’évènement se déroula les mardi 6, jeudi 8 et samedi 10 mai 2014, au B&W Hallerne, à Copenhague. Il s'agit d'un ancien hangar à bateaux reconverti en salle de concert. Les villes de Herning et de Horsens étaient également candidates pour recevoir l'évènement. Les présentateurs de la soirée furent Lise Rønne, Nikolaj Koppel & Pilou Asbæk.

## Faits notables
En 1957, à la suite de la modification du règlement, les représentants danois, Gustav Winckler et Birthe Wilke, furent le premier duo à concourir. Ils furent les premiers participants de l'histoire du concours à s'habiller en fonction du thème de leur chanson. Winckler portait un imperméable et une casquette de marin ; Wilke, un manteau et un bonnet de mousse. À la fin de leur prestation, ils échangèrent le plus long baiser de l'histoire du concours : 11 secondes. Un membre de l'équipe de production aurait dû leur adresser un signe pour y mettre fin, mais oublia de le faire.
En 1958, la représentante danoise, Raquel Rastenni, décida d'illustrer le thème de sa chanson Jeg rev et blad ud af min dagbog (J'ai arraché une page de mon journal), en arrachant justement une page d'un cahier posé sur ses genoux.
En 1959, la représentante danoise, Birthe Wilke, fut la première participante de l'histoire du concours à esquisser un pas de danse durant sa prestation.
En 1966, la représentante danoise, Ulla Pia, fut la première participante de l'histoire du concours à se faire accompagner sur scène par des danseurs.
En 1988, la représentante danoise, Kirsten Siggard, se fit particulièrement remarquer, lors de sa prestation. Elle en était alors à son huitième mois de grossesse. Elle accoucha de son second fils, à peine deux semaines après le concours. Lors de sa première participation au concours, en 1984, elle était également enceinte.
En 1989, lors de la prestation danoise, le chef d'orchestre, Henrik Krogsgård, quitta son pupitre et monta sur scène à l'invite de Birthe Kjær, pour rejoindre ses choristes. Il fut remplacé par Benoit Kaufman. Ce fut la première fois de l'histoire du concours qu'une seule chanson fut dirigée par deux chefs d'orchestre différents.
Après 1997, le pays fut relégué et dut attendre 1999 pour participer à nouveau et reste ainsi depuis la seconde abolition des règles linguistiques la nation ayant passé le plus de temps sans avoir eu recours à une de ses langues maternelles. L'édition 2018 reste cependant la première où le Danemark a décidé d'envoyer une chanson qui n'était pas intégralement en anglais. En effet, la chanson du représentant danois, Rasmussen contient une partie de son refrain en islandais, ce qui fait ainsi la première fois dans l'histoire du concours que la langue est utilisée par un autre pays que l'Islande.

## Représentants
| Édition                 | Année | Artiste(s)                            | Chanson                          | Langue(s)                 | Traduction française                         | Finale                                                 | Finale                                                 | Demi-finale                                            | Demi-finale                                            |
| Édition                 | Année | Artiste(s)                            | Chanson                          | Langue(s)                 | Traduction française                         | Place                                                  | Points                                                 | Place                                                  | Points                                                 |
| ----------------------- | ----- | ------------------------------------- | -------------------------------- | ------------------------- | -------------------------------------------- | ------------------------------------------------------ | ------------------------------------------------------ | ------------------------------------------------------ | ------------------------------------------------------ |
| 2e                      | 1957  | Birthe Wilke & Gustav Winckler        | Skibet skal sejle i nat          | Danois                    | Le bateau va prendre la mer ce soir          | 03                                                     | 10                                                     |                                                        |                                                        |
| 3e                      | 1958  | Raquel Rastenni                       | Jeg rev et blad ud af min dagbog | Danois                    | J'ai arraché une page de mon journal         | 08                                                     | 03                                                     |                                                        |                                                        |
| 4e                      | 1959  | Birthe Wilke                          | Uh, jeg ville ønske jeg var dig  | Danois                    | Oh, je voudrais être toi                     | 05                                                     | 12                                                     |                                                        |                                                        |
| 5e                      | 1960  | Katy Bødtger                          | Det var en yndig tid             | Danois                    | C'était un charmant moment                   | 10                                                     | 04                                                     |                                                        |                                                        |
| 6e                      | 1961  | Dario Campeotto                       | Angelique                        | Danois                    | -                                            | 05                                                     | 12                                                     |                                                        |                                                        |
| 7e                      | 1962  | Ellen Winther                         | Vuggevise                        | Danois                    | Berceuse                                     | 10                                                     | 02                                                     |                                                        |                                                        |
| 8e                      | 1963  | Grethe & Jørgen Ingmann               | Dansevise                        | Danois                    | Ballade dansante                             | 01                                                     | 42                                                     |                                                        |                                                        |
| 9e                      | 1964  | Bjørn Tidmand                         | Sangen om dig                    | Danois                    | La chanson sur toi                           | 09                                                     | 04                                                     |                                                        |                                                        |
| 10e                     | 1965  | Birgit Brüel                          | For din skyld                    | Danois                    | Pour toi                                     | 07                                                     | 10                                                     |                                                        |                                                        |
| 11e                     | 1966  | Ulla Pia                              | Stop, mens legen er go           | Danois                    | Arrête, tant que cela est bon                | 14                                                     | 04                                                     |                                                        |                                                        |
| Retrait de 1967 à 1977. |       |                                       |                                  |                           |                                              |                                                        |                                                        |                                                        |                                                        |
| 23e                     | 1978  | Mabel                                 | Boom boom                        | Danois                    | -                                            | 16                                                     | 13                                                     |                                                        |                                                        |
| 24e                     | 1979  | Tommy Seebach                         | Disco Tango                      | Danois                    | –                                            | 06                                                     | 76                                                     |                                                        |                                                        |
| 25e                     | 1980  | Bamses Venner                         | Tænker altid på dig              | Danois                    | En pensant toujours à toi                    | 14                                                     | 25                                                     |                                                        |                                                        |
| 26e                     | 1981  | Tommy Seebach & Debbie Cameron        | Krøller eller ej                 | Danois                    | Bouclés ou pas                               | 11                                                     | 41                                                     |                                                        |                                                        |
| 27e                     | 1982  | Brixx                                 | Video, video                     | Danois                    | Vidéo, vidéo                                 | 17                                                     | 05                                                     |                                                        |                                                        |
| 28e                     | 1983  | Gry Johansen                          | Kløden drejer                    | Danois                    | La planète tourne                            | 17                                                     | 16                                                     |                                                        |                                                        |
| 29e                     | 1984  | Hot Eyes                              | Det' lige det                    | Danois                    | C'est justement ça                           | 04                                                     | 101                                                    |                                                        |                                                        |
| 30e                     | 1985  | Hot Eyes                              | Sku' du spørg' fra no'en?        | Danois                    | Voudrais-tu le savoir ?                      | 11                                                     | 41                                                     |                                                        |                                                        |
| 31e                     | 1986  | Lise Haavik & Trax                    | Du er fuld af løgn               | Danois                    | Tu es plein de mensonges                     | 06                                                     | 77                                                     |                                                        |                                                        |
| 32e                     | 1987  | Anne-Cathrine Herdorf & Bandjo        | En lille melodi                  | Danois                    | Une petite mélodie                           | 05                                                     | 83                                                     |                                                        |                                                        |
| 33e                     | 1988  | Hot Eyes                              | Ka' du se hva' jeg sa'?          | Danois                    | Tu vois, qu'est-ce que je viens de te dire ? | 03                                                     | 92                                                     |                                                        |                                                        |
| 34e                     | 1989  | Birthe Kjær                           | Vi maler byen rød                | Danois                    | Nous peignons la ville en rouge              | 03                                                     | 111                                                    |                                                        |                                                        |
| 35e                     | 1990  | Lonnie Devantier                      | Hallo, hallo                     | Danois                    | Salut, salut                                 | 08                                                     | 64                                                     |                                                        |                                                        |
| 36e                     | 1991  | Anders Frandsen                       | Lige der hvor hjertet slår       | Danois                    | Là où le cœur bat                            | 19                                                     | 08                                                     |                                                        |                                                        |
| 37e                     | 1992  | Kenny Lübcke & Lotte Nilsson          | Alt det som ingen ser            | Danois                    | Toutes les choses que personne ne voit       | 12                                                     | 47                                                     |                                                        |                                                        |
| 38e                     | 1993  | Tommy Seebach Band                    | Under stjernerne på himlen       | Danois                    | Sous les étoiles du ciel                     | 22                                                     | 9                                                      |                                                        |                                                        |
| 39e                     | 1994  | Relégation en 1994.                   | Relégation en 1994.              | Relégation en 1994.       | Relégation en 1994.                          | Relégation en 1994.                                    | Relégation en 1994.                                    |                                                        |                                                        |
| 40e                     | 1995  | Aud Wilken                            | Fra Mols til Skagen              | Danois                    | De Mols à Skagen                             | 05                                                     | 92                                                     |                                                        |                                                        |
| 41e                     | 1996  | Dorthe Andersen & Martin Loft         | Kun med dig                      | Danois                    | Seulement avec toi                           |                                                        |                                                        | 25                                                     | 22                                                     |
| 42e                     | 1997  | Kølig Kaj feat. Christina Juul Hansen | Stemmen i mit liv                | Danois                    | La voix dans ma vie                          | 16                                                     | 25                                                     |                                                        |                                                        |
| 43e                     | 1998  | Relégation en 1998.                   | Relégation en 1998.              | Relégation en 1998.       | Relégation en 1998.                          | Relégation en 1998.                                    | Relégation en 1998.                                    |                                                        |                                                        |
| 44e                     | 1999  | Michael Teschl & Trine Jepsen         | This Time I Mean It              | Anglais                   | Cette fois, je suis sérieux                  | 08                                                     | 71                                                     |                                                        |                                                        |
| 45e                     | 2000  | Olsen Brothers                        | Fly on the Wings of Love         | Anglais                   | Vole sur les ailes de l'amour                | 01                                                     | 195                                                    |                                                        |                                                        |
| 46e                     | 2001  | Rollo & King                          | Never Ever Let You Go            | Anglais                   | Ne jamais te laisser partir                  | 02                                                     | 177                                                    |                                                        |                                                        |
| 47e                     | 2002  | Malene                                | Tell Me Who You Are              | Anglais                   | Dis-moi qui tu es                            | 24                                                     | 07                                                     |                                                        |                                                        |
| 48e                     | 2003  | Relégation en 2003.                   | Relégation en 2003.              | Relégation en 2003.       | Relégation en 2003.                          | Relégation en 2003.                                    | Relégation en 2003.                                    |                                                        |                                                        |
| 49e                     | 2004  | Tomas Thordarson                      | Shame on You                     | Anglais                   | Honte sur toi                                |                                                        |                                                        | 13                                                     | 56                                                     |
| 50e                     | 2005  | Jakob Sveistrup                       | Talking to You                   | Anglais                   | En te parlant                                | 10                                                     | 125                                                    | 03                                                     | 185                                                    |
| 51e                     | 2006  | Sidsel Ben Semmane                    | Twist of Love                    | Anglais                   | Le twist de l'amour                          | 18                                                     | 26                                                     |                                                        |                                                        |
| 52e                     | 2007  | DQ                                    | Drama Queen                      | Anglais                   | Reine du drame                               |                                                        |                                                        | 19                                                     | 45                                                     |
| 53e                     | 2008  | Simon Mathew                          | All Night Long                   | Anglais                   | Toute la nuit                                | 15                                                     | 60                                                     | 03                                                     | 112                                                    |
| 54e                     | 2009  | Brinck                                | Believe Again                    | Anglais                   | Croire encore                                | 13                                                     | 74                                                     | 08                                                     | 69                                                     |
| 55e                     | 2010  | Chanée & N'evergreen                  | In a Moment Like This            | Anglais                   | Dans un moment comme celui-ci                | 04                                                     | 149                                                    | 05                                                     | 101                                                    |
| 56e                     | 2011  | A Friend In London                    | New Tomorrow                     | Anglais                   | Nouveau lendemain                            | 05                                                     | 134                                                    | 02                                                     | 135                                                    |
| 57e                     | 2012  | Soluna Samay                          | Should've Known Better           | Anglais                   | J'aurais dû le savoir                        | 23                                                     | 21                                                     | 09                                                     | 63                                                     |
| 58e                     | 2013  | Emmelie de Forest                     | Only Teardrops                   | Anglais                   | Seulement des larmes                         | 01                                                     | 281                                                    | 01                                                     | 167                                                    |
| 59e                     | 2014  | Basim                                 | Cliché Love Song                 | Anglais                   | Chanson d'amour cliché                       | 09                                                     | 74                                                     |                                                        |                                                        |
| 60e                     | 2015  | Anti Social Media                     | The Way You Are                  | Anglais                   | Ta façon d'être                              |                                                        |                                                        | 13                                                     | 33                                                     |
| 61e                     | 2016  | Lighthouse X                          | Soldiers of Love                 | Anglais                   | Soldats de l'amour                           |                                                        |                                                        | 17                                                     | 34                                                     |
| 62e                     | 2017  | Anja Nissen                           | Where I Am                       | Anglais                   | Où je suis                                   | 20                                                     | 77                                                     | 10                                                     | 101                                                    |
| 63e                     | 2018  | Rasmussen                             | Higher Ground                    | Anglais, islandais        | Hauteur                                      | 09                                                     | 226                                                    | 05                                                     | 204                                                    |
| 64e                     | 2019  | Leonora                               | Love Is Forever                  | Anglais, français, danois | L'amour est pour toujours                    | 12                                                     | 120                                                    | 10                                                     | 94                                                     |
| 65e                     | 2020  | Ben & Tan                             | Yes                              | Anglais                   | Oui                                          | Concours annulé à la suite de la pandémie de Covid-19. | Concours annulé à la suite de la pandémie de Covid-19. | Concours annulé à la suite de la pandémie de Covid-19. | Concours annulé à la suite de la pandémie de Covid-19. |
| 65e                     | 2021  | Fyr & Flamme                          | Øve Os På Hinanden               | Danois                    | Pratiquons-nous les uns sur les autres       |                                                        |                                                        | 11                                                     | 89                                                     |
| 66e                     | 2022  | REDDI                                 | The Show                         | Anglais                   | Le spectacle                                 |                                                        |                                                        | 13                                                     | 55                                                     |
| 67e                     | 2023  | Reiley                                | Breaking My Heart                | Anglais                   | Briser mon cœur                              |                                                        |                                                        | 14                                                     | 6                                                      |
| 68e                     | 2024  | SABA                                  | SAND                             | Anglais                   | Sable                                        |                                                        |                                                        | 12                                                     | 36                                                     |
| 69e                     | 2025  | Sissal                                | Hallucination                    | Anglais                   | -                                            | 23                                                     | 47                                                     | 08                                                     | 61                                                     |
| 70e                     | 2026  |                                       |                                  |                           |                                              |                                                        |                                                        |                                                        |                                                        |

- Première place
- Deuxième place
- Troisième place
- Dernière place
- Danemark organisateur

 Qualification automatique en finale
 Élimination en demi-finale

## Galerie

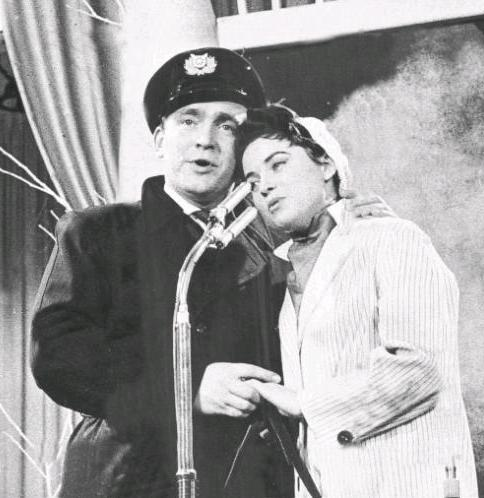
Birthe Wilke et Gustav Winckler à Francfort (1957)
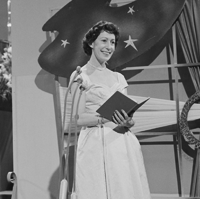
Raquel Rastenni à Hilversum (1958)
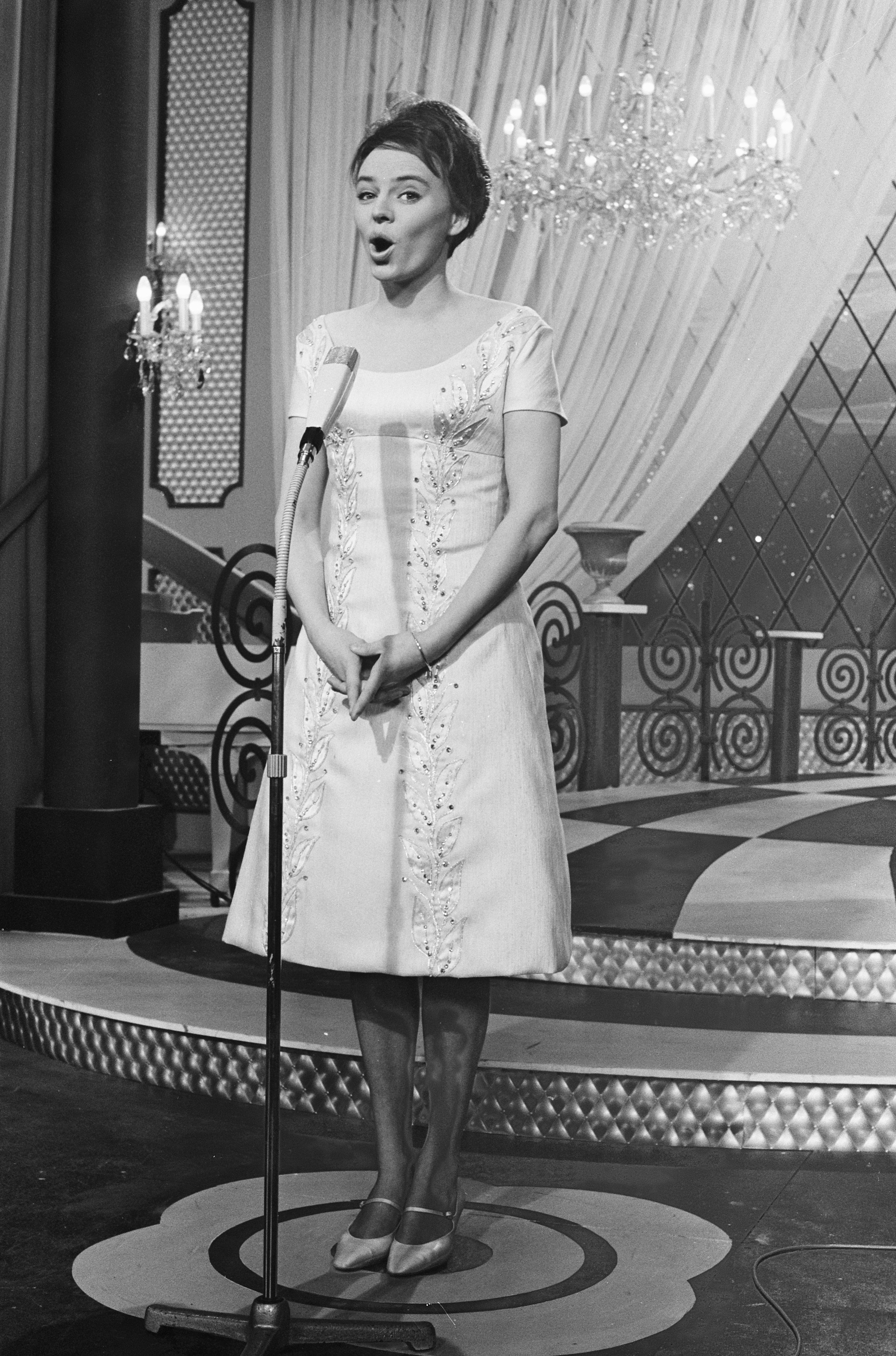
Ellen Winther à Luxembourg (1962)
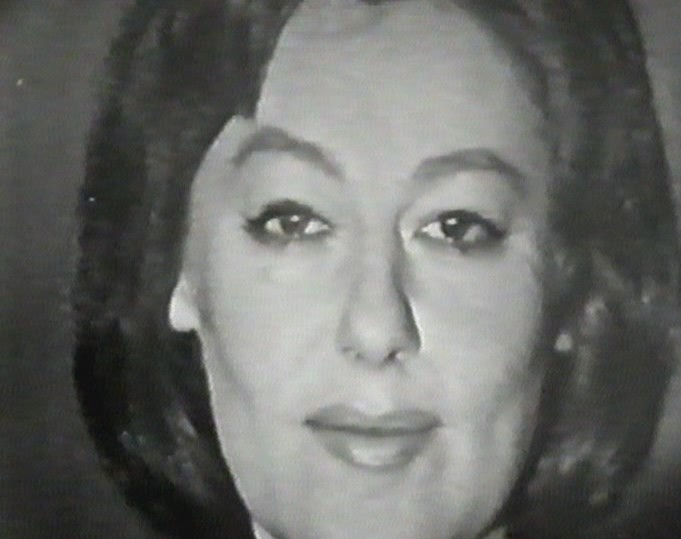
Birgit Brüel à Naples (1965)
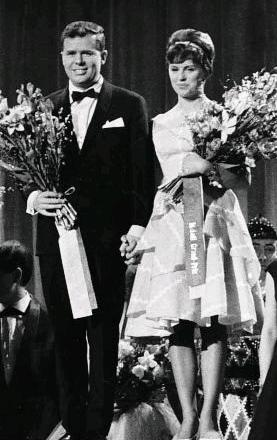
Grethe & Jørgen Ingmann à Londres (1963)
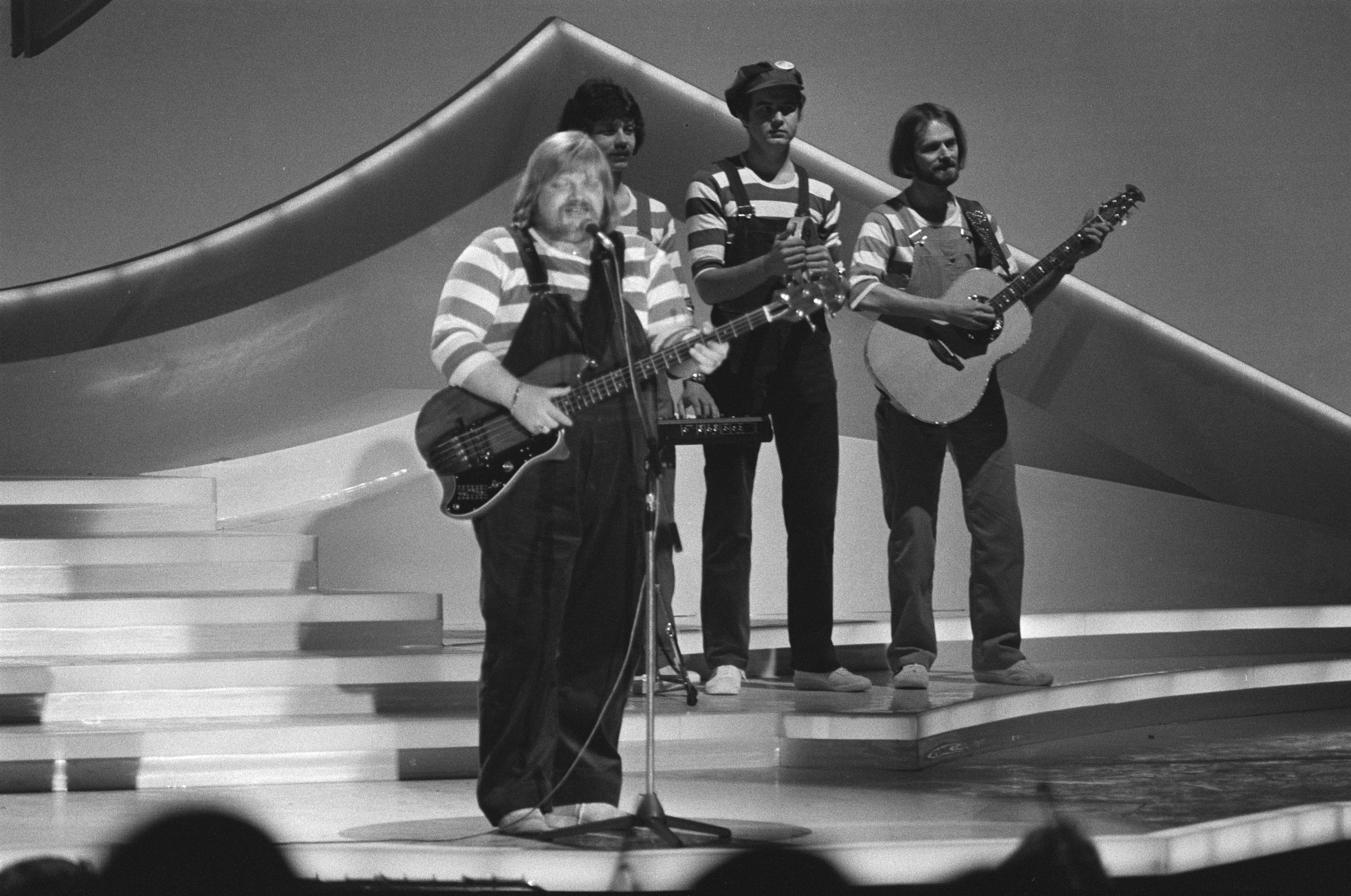
Bamses Venner à Amsterdam (1980)
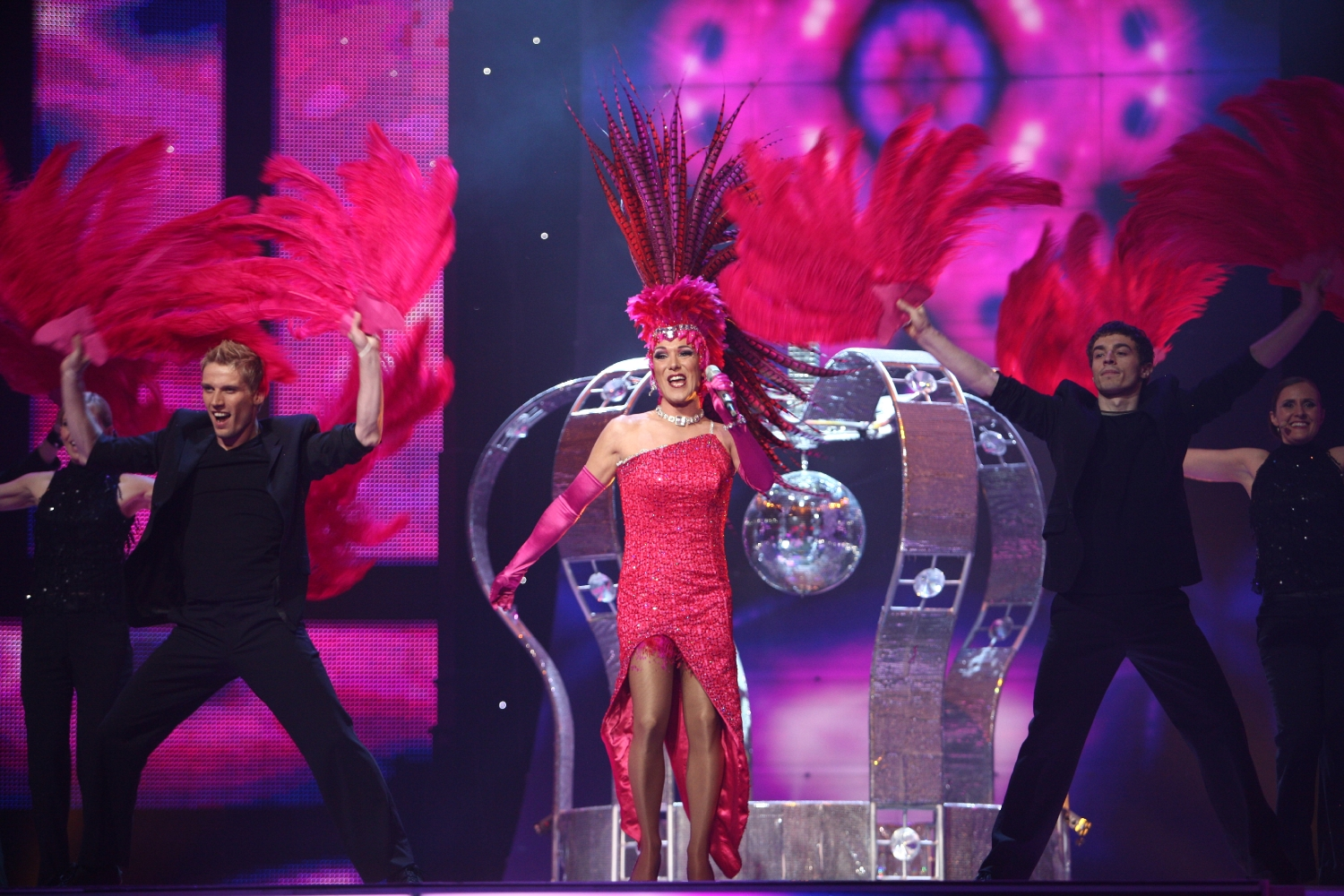
DQ à Helsinki (2007)
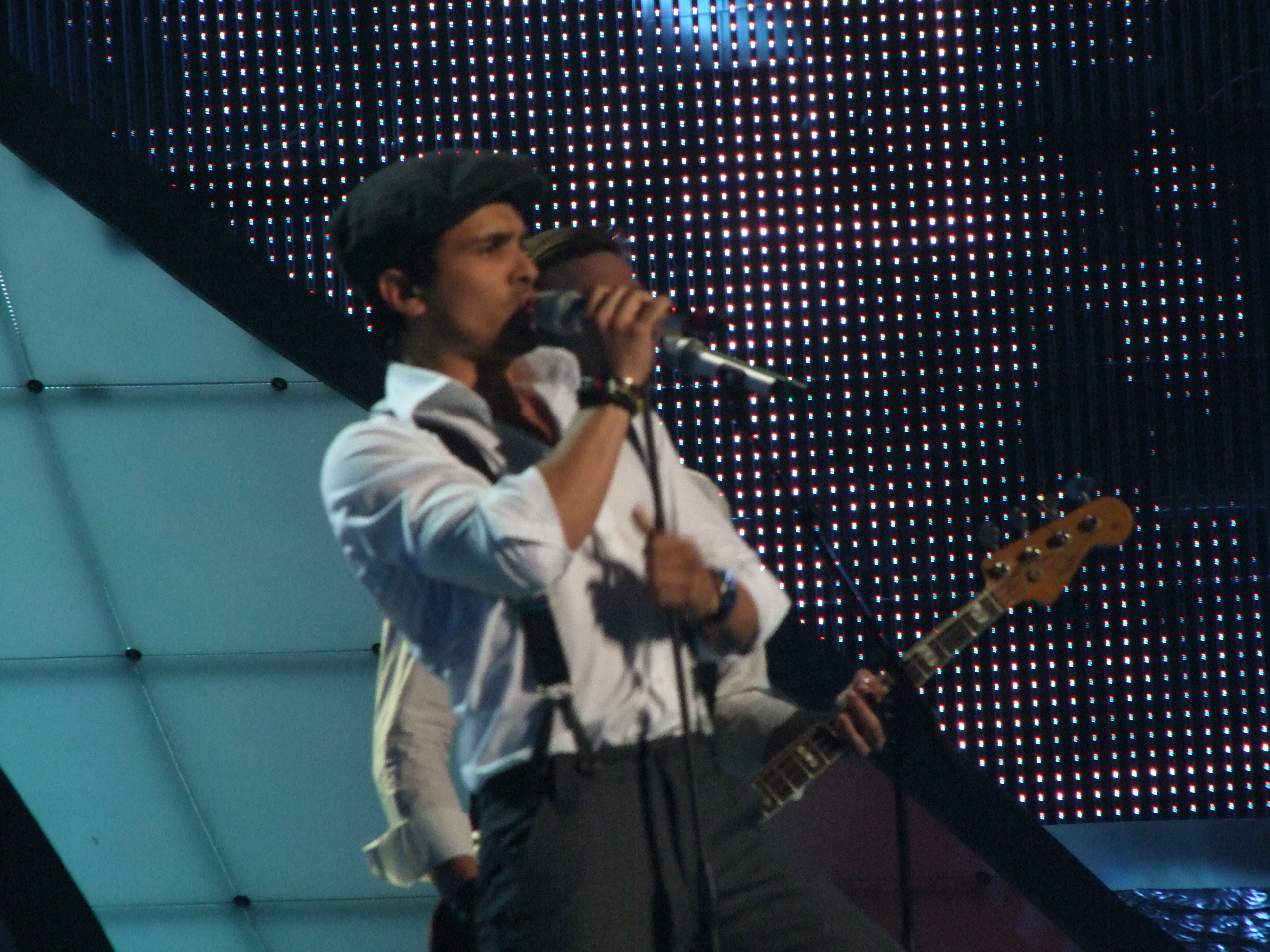
Simon Mathew à Belgrade (2008)
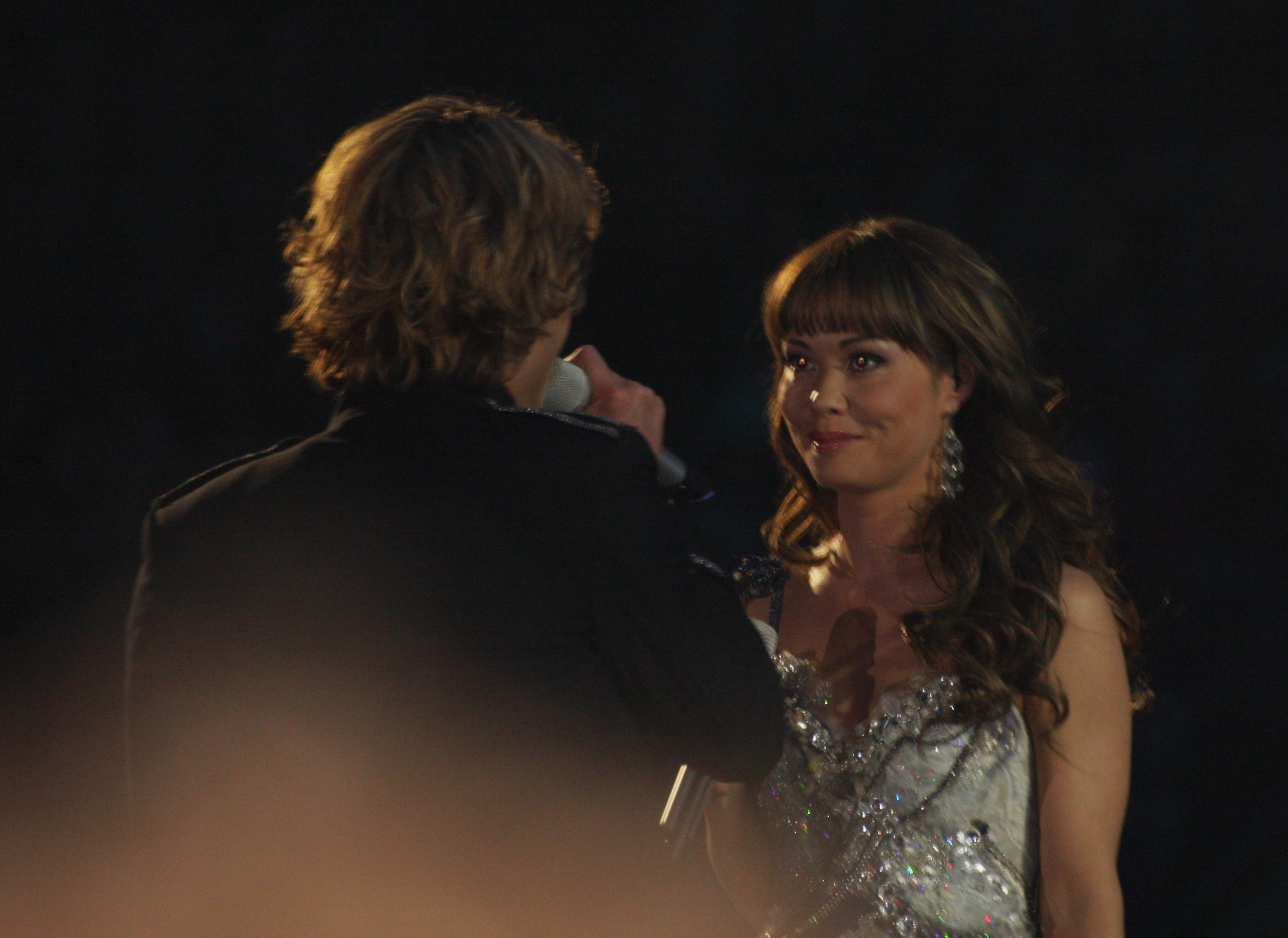
N'evergreen & Chanée à Oslo (2010)
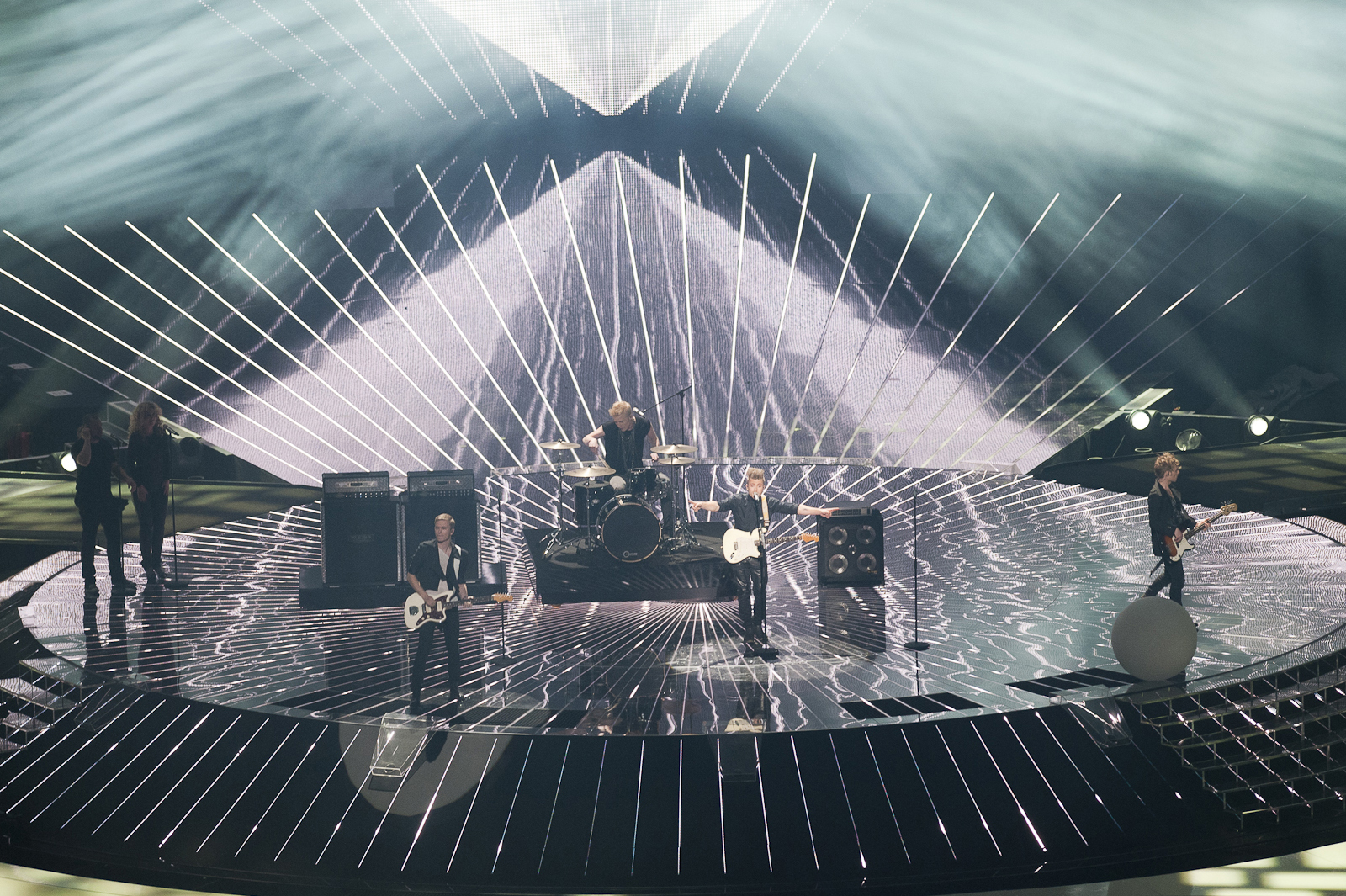
A Friend In London à Düsseldorf (2011)
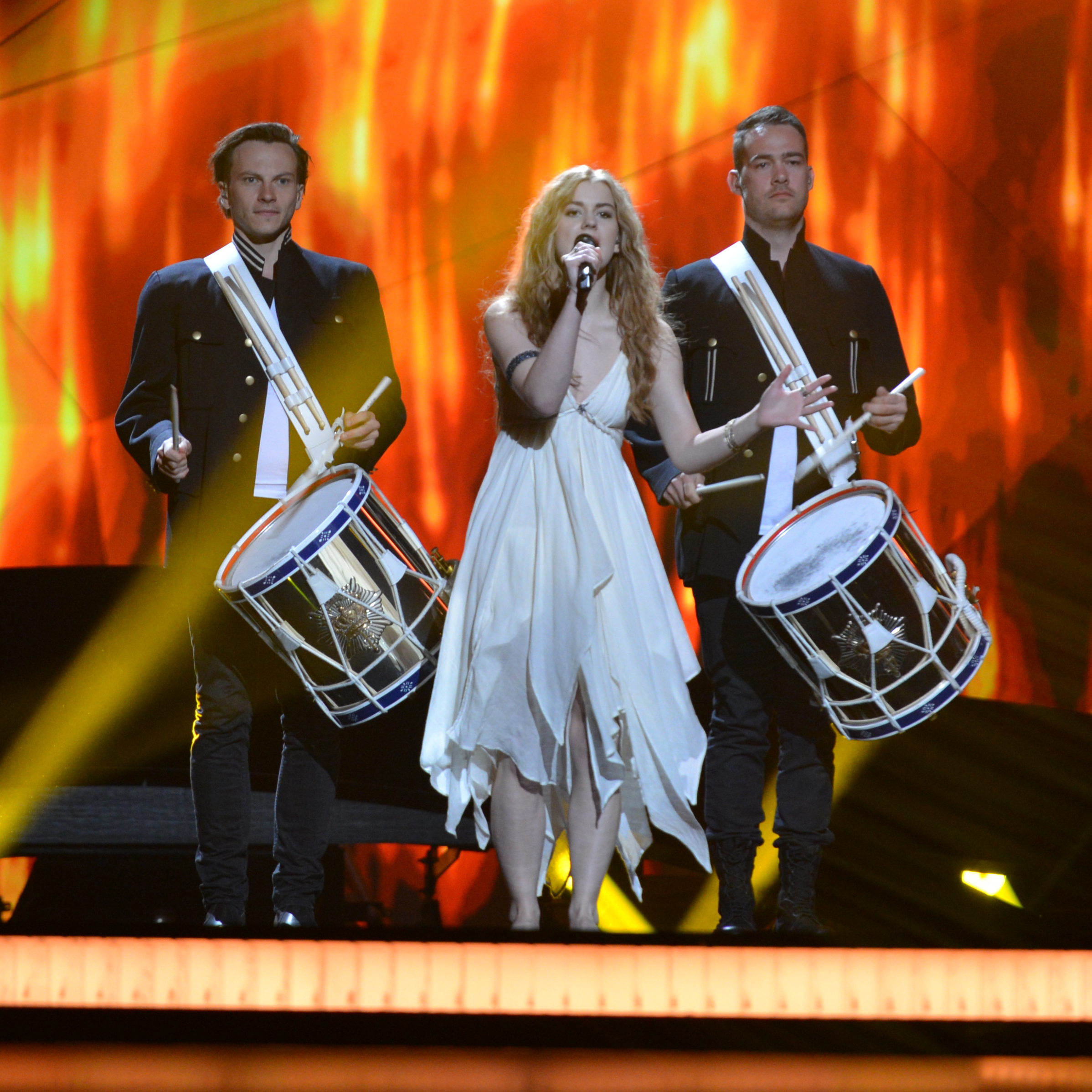
Emmelie de Forest à Malmö (2013)
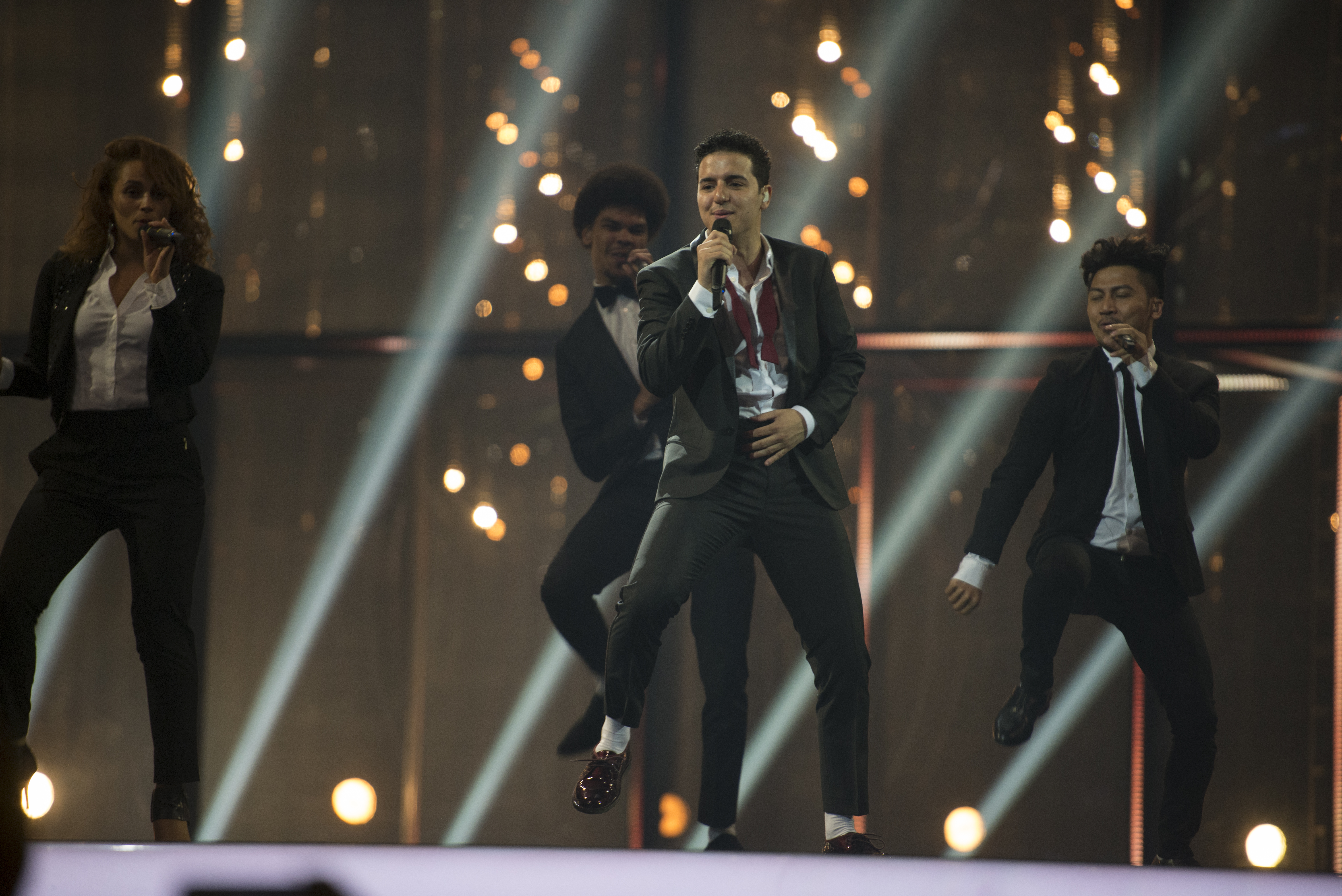
Basim à Copenhague (2014)
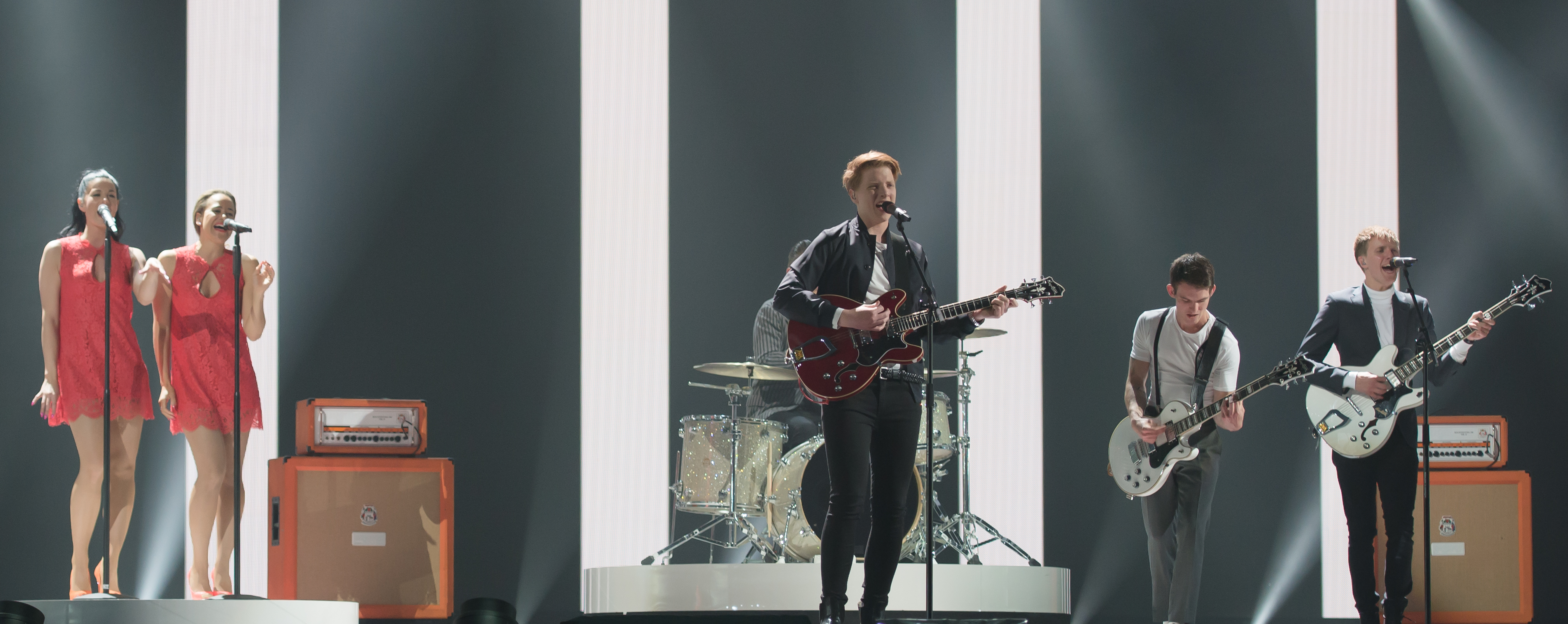
Anti Social Media à Vienne (2015)
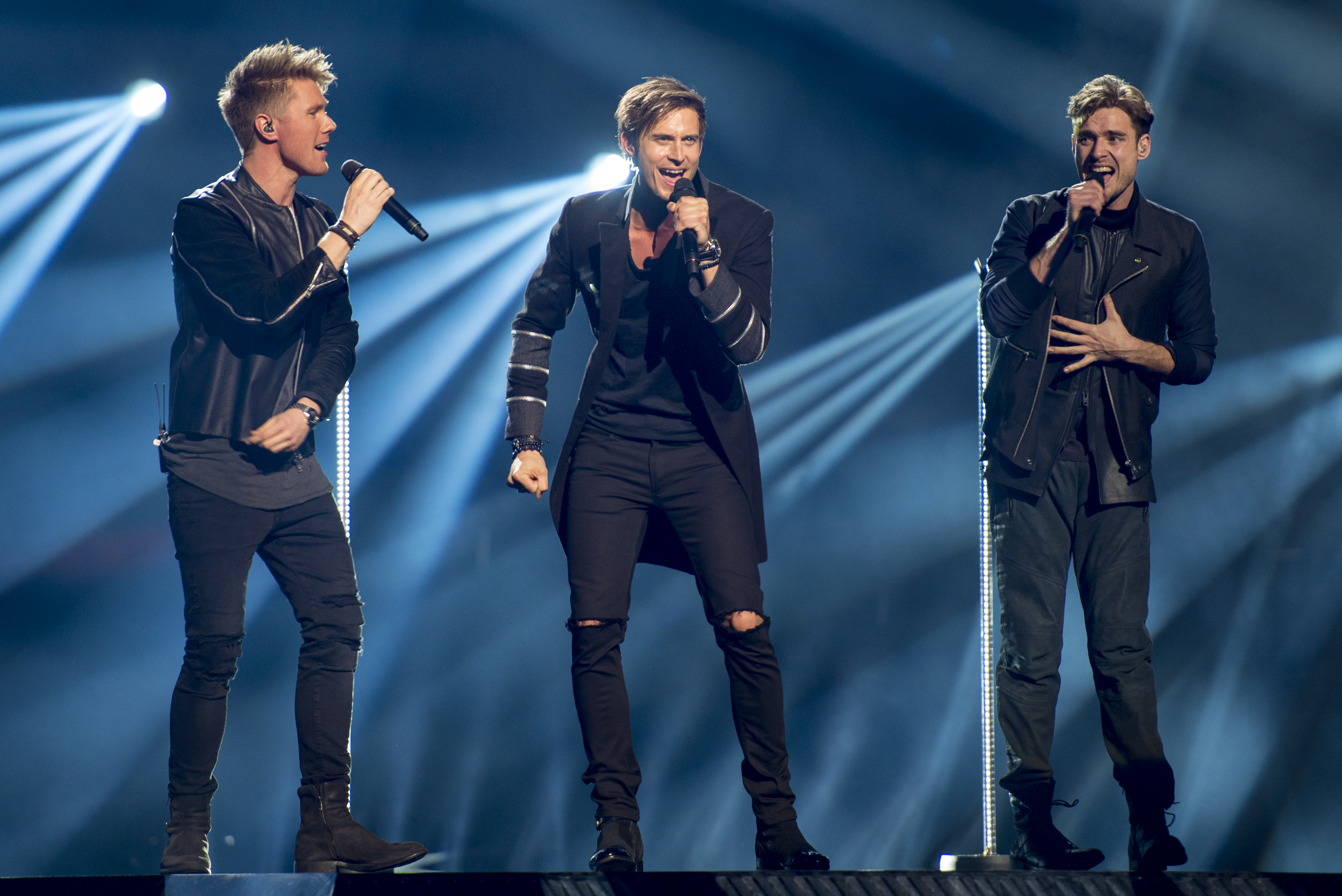
Lighthouse X à Stockholm (2016)
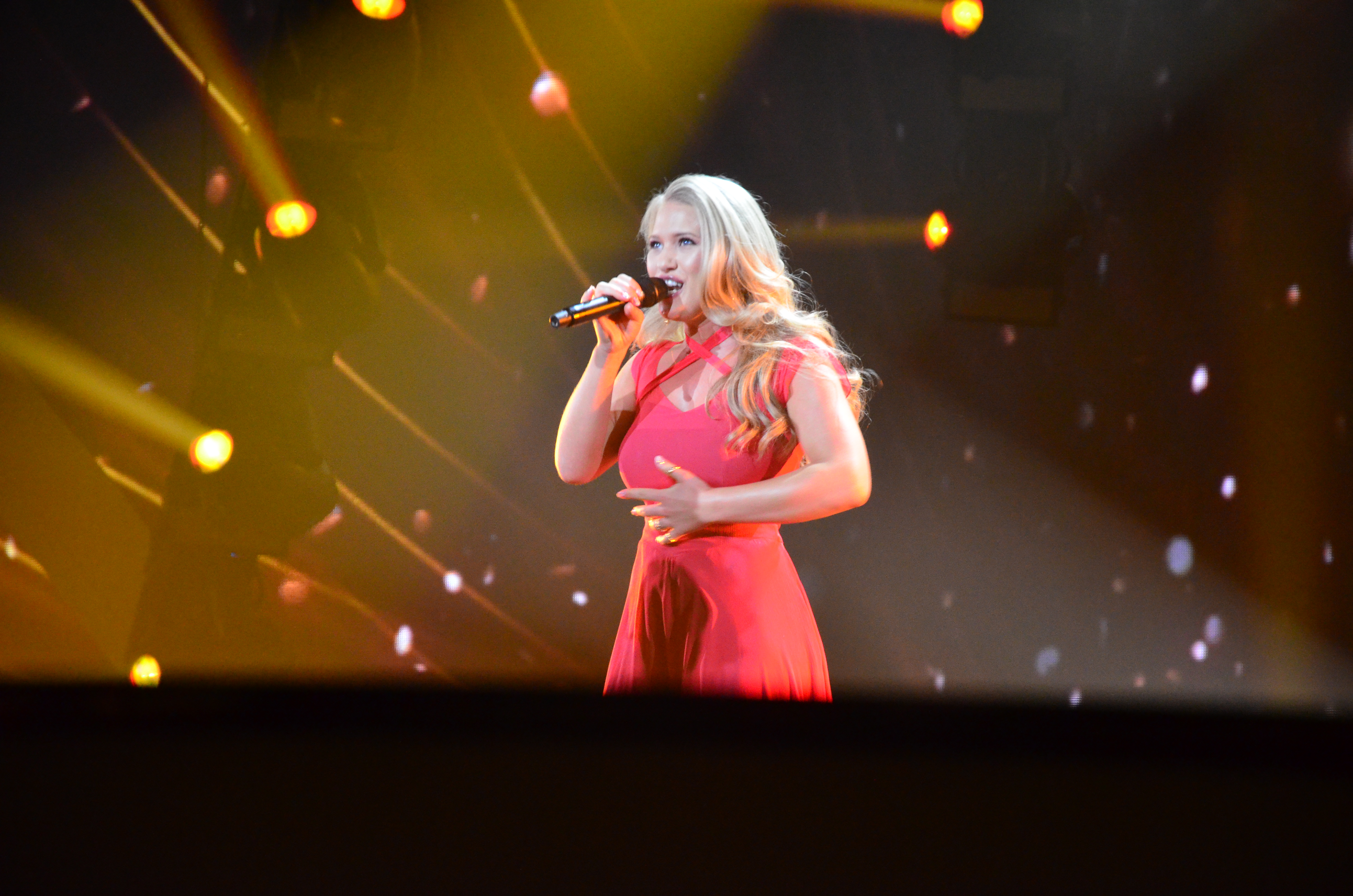
Anja Nissen à Kiev (2017)
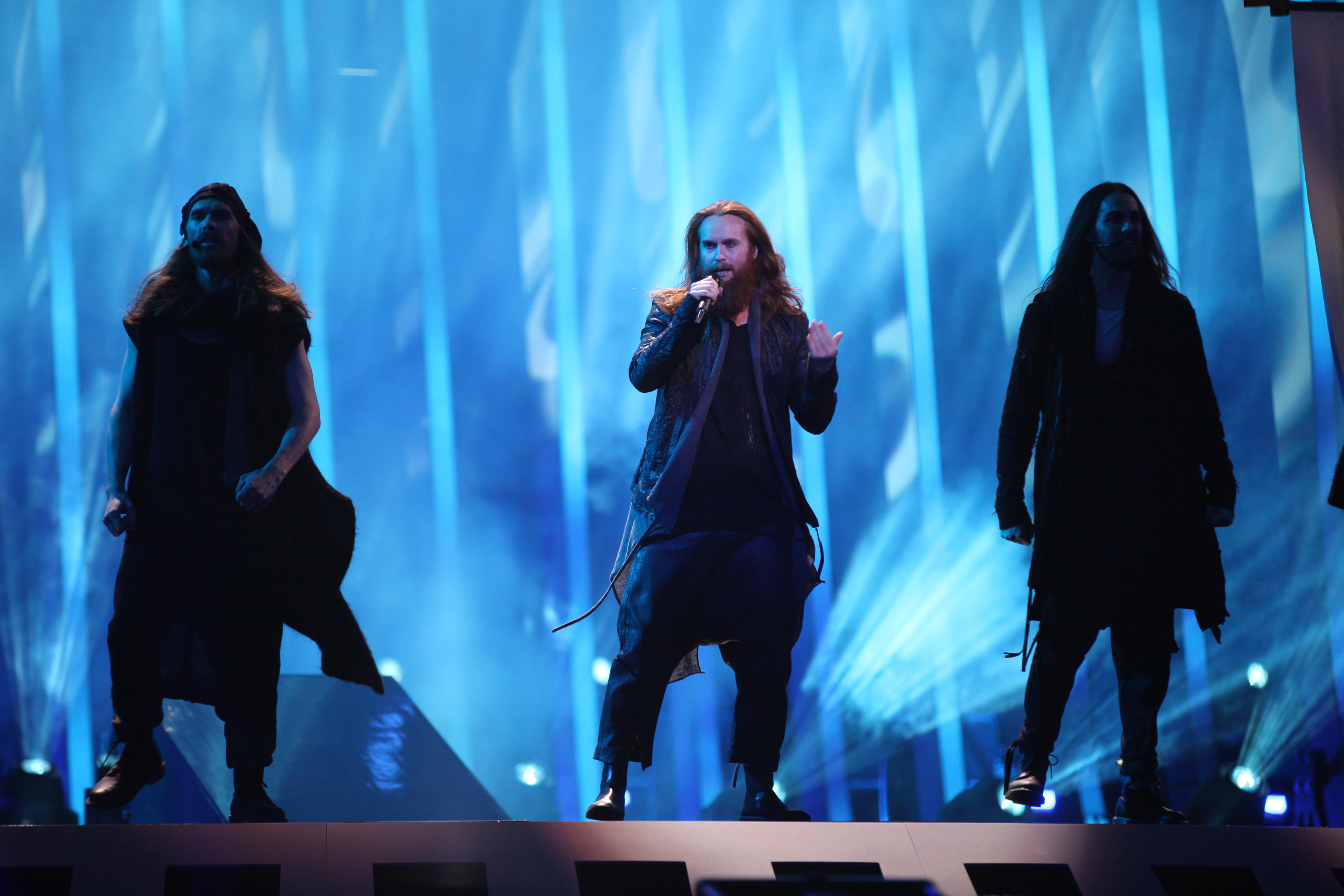
Rasmussen à Lisbonne (2018)
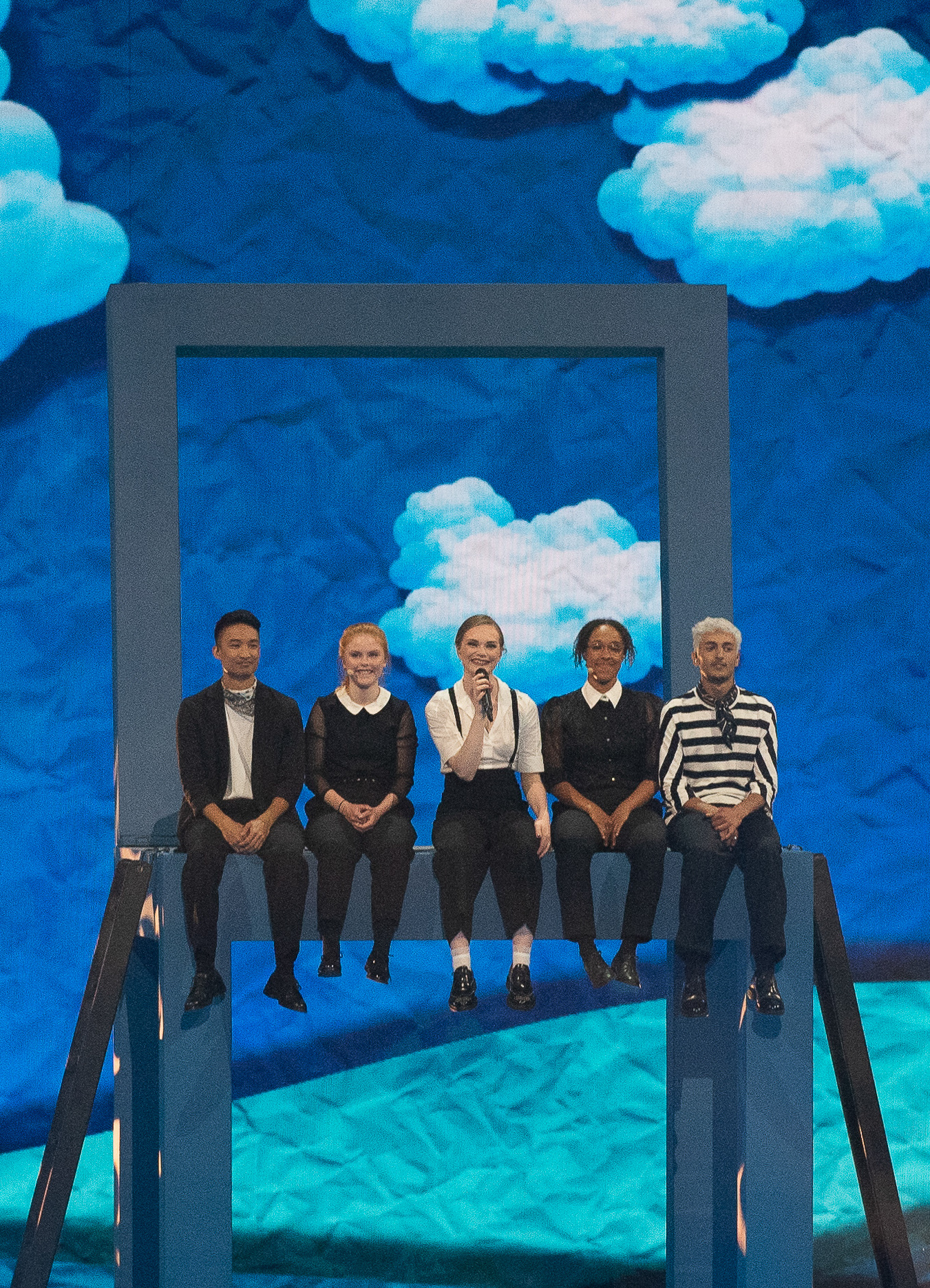
Leonora à Tel Aviv (2019)
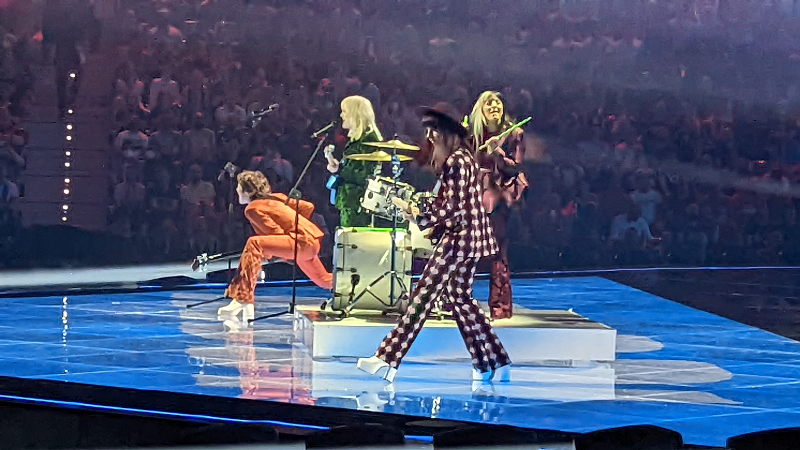
Reddi à Turin (2022)
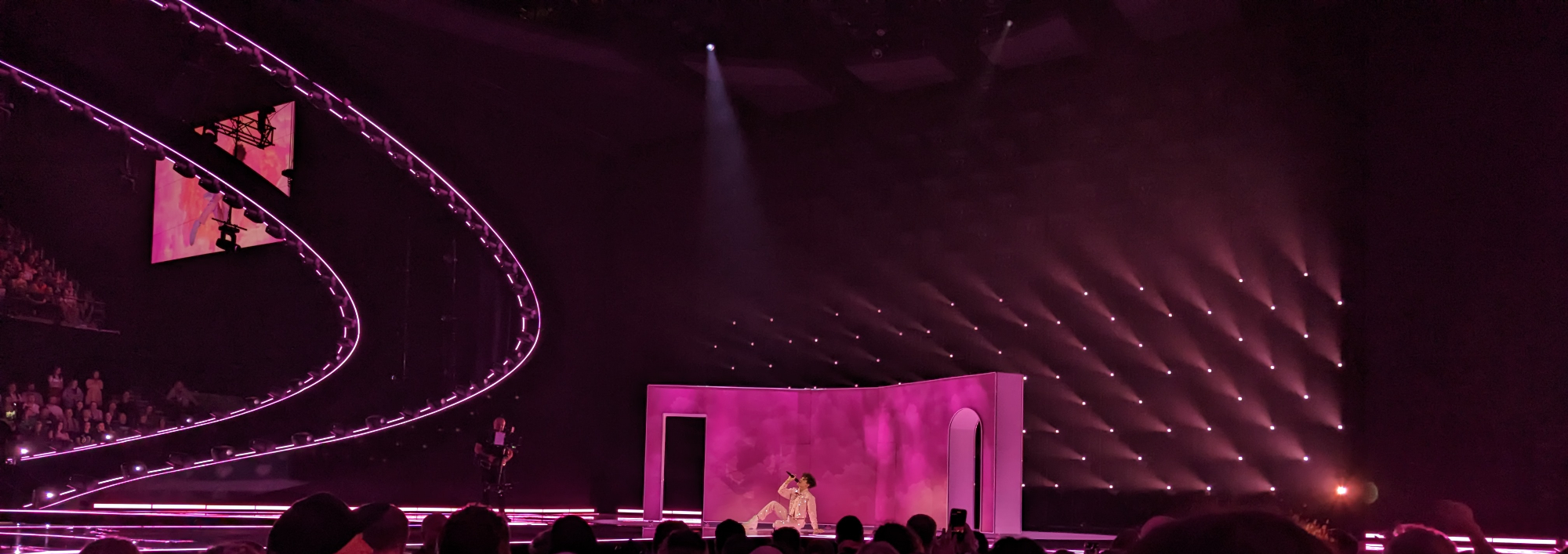
Reiley à Liverpool (2023)
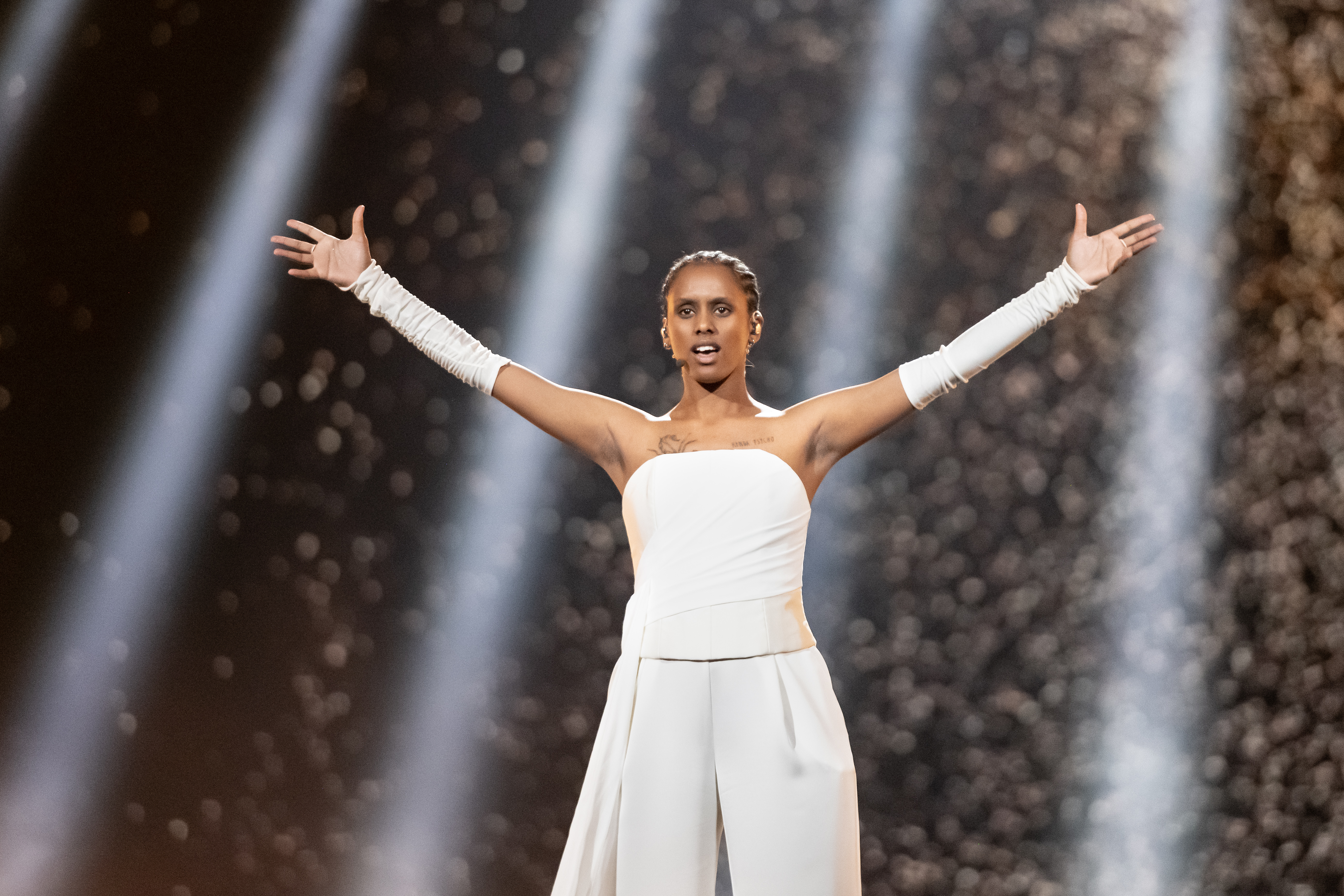
Saba à Malmö (2024)
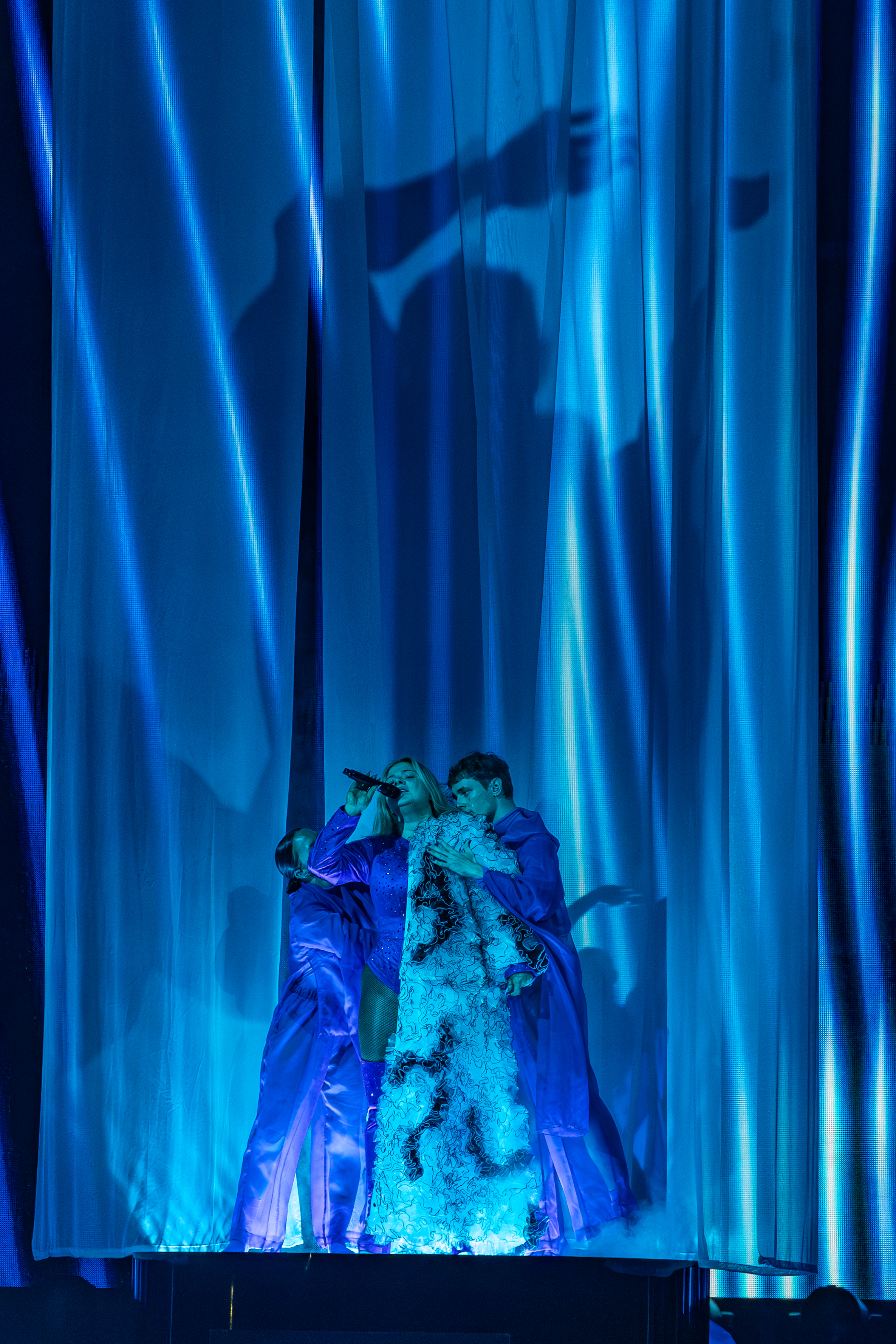
Sissal à Bâle (2025)

## Chefs d'orchestre, commentateurs et porte-paroles
| Année | Chef d'orchestre                                     | Commentateur(s)                                      | Porte-parole                                         |
| ----- | ---------------------------------------------------- | ---------------------------------------------------- | ---------------------------------------------------- |
| 1956  | -                                                    | Gunnar Hansen                                        | -                                                    |
| 1957  | Kai Mortensen                                        | Gunnar Hansen                                        | ?                                                    |
| 1958  | Kai Mortensen                                        | Gunnar Hansen                                        | ?                                                    |
| 1959  | Kai Mortensen                                        | Viggo Clausen                                        | ?                                                    |
| 1960  | Kai Mortensen                                        | Viggo Clausen                                        | ?                                                    |
| 1961  | Kai Mortensen                                        | Viggo Clausen                                        | ?                                                    |
| 1962  | Kai Mortensen                                        | Viggo Clausen                                        | ?                                                    |
| 1963  | Kai Mortensen                                        | Viggo Clausen                                        | ?                                                    |
| 1964  | Kai Mortensen                                        | Viggo Clausen                                        | ?                                                    |
| 1965  | Arne Lamberth                                        | Claus Toksvig                                        | ?                                                    |
| 1966  | Arne Lamberth                                        | Eric Danielsen                                       | ?                                                    |
| 1967  | retrait                                              | retrait                                              | retrait                                              |
| 1968  | retrait                                              | retrait                                              | retrait                                              |
| 1969  | retrait                                              | retrait                                              | retrait                                              |
| 1970  | retrait                                              | retrait                                              | retrait                                              |
| 1971  | retrait                                              | retrait                                              | retrait                                              |
| 1972  | retrait                                              | retrait                                              | retrait                                              |
| 1973  | retrait                                              | retrait                                              | retrait                                              |
| 1974  | retrait                                              | Claus Toksvig                                        | retrait                                              |
| 1975  | retrait                                              | Claus Toksvig                                        | retrait                                              |
| 1976  | retrait                                              | Claus Toksvig                                        | retrait                                              |
| 1977  | retrait                                              | Claus Toksvig                                        | retrait                                              |
| 1978  | Helmer Olesen                                        | Jørgen de Mylius                                     | Bent Henius                                          |
| 1979  | Allan Botschinsky                                    | Jørgen de Mylius                                     | Bent Henius                                          |
| 1980  | Allan Botschinsky                                    | Jørgen de Mylius                                     | Bent Henius                                          |
| 1981  | Allan Botschinsky                                    | Jørgen de Mylius                                     | Bent Henius                                          |
| 1982  | Allan Botschinsky                                    | Jørgen de Mylius                                     | Hans Otto Bisgaard                                   |
| 1983  | Allan Botschinsky                                    | Jørgen de Mylius                                     | Bent Henius                                          |
| 1984  | Henrik Krosgård                                      | Jørgen de Mylius                                     | Bent Henius                                          |
| 1985  | Wolfgang Käfer                                       | Jørgen de Mylius                                     | Bent Henius                                          |
| 1986  | Egil Monn-Iversen                                    | Jørgen de Mylius                                     | Bent Henius                                          |
| 1987  | Henrik Krosgård                                      | Jørgen de Mylius                                     | Bent Henius                                          |
| 1988  | Henrik Krosgård                                      | Jørgen de Mylius                                     | Bent Henius                                          |
| 1989  | Henrik Krosgård                                      | Jørgen de Mylius                                     | Bent Henius                                          |
| 1990  | Henrik Krosgård                                      | Jørgen de Mylius                                     | Bent Henius                                          |
| 1991  | Henrik Krosgård                                      | Camilla Miehe-Renard                                 | Bent Henius                                          |
| 1992  | Henrik Krosgård                                      | Jørgen de Mylius                                     | Bent Henius                                          |
| 1993  | George Keller                                        | Jørgen de Mylius                                     | Bent Henius                                          |
| 1994  | relégation                                           | Jørgen de Mylius                                     | relégation                                           |
| 1995  | Frede Ewert                                          | Jørgen de Mylius                                     | Bent Henius                                          |
| 1996  | non-qualification                                    | Jørgen de Mylius                                     | non-qualification                                    |
| 1997  | Jan Glæsel                                           | Jørgen de Mylius                                     | Bent Henius                                          |
| 1998  | relégation                                           | Jørgen de Mylius                                     | relégation                                           |
| 1999  |                                                      | Keld Heick                                           | Kirsten Siggaard                                     |
| 2000  | Michael Teschl                                       | Keld Heick                                           |                                                      |
| 2001  | Hans Otto Bisgaard                                   | Gry Johansen                                         |                                                      |
| 2002  | Keld Heick                                           | Signe Svendsen                                       |                                                      |
| 2003  | Jørgen de Mylius                                     | relégation                                           |                                                      |
| 2004  | Jørgen de Mylius                                     | Camilla Ottesen                                      |                                                      |
| 2005  | Jørgen de Mylius                                     | Gry Johansen                                         |                                                      |
| 2006  | Mads Vangsø & Adam Duvå Hall                         | Jørgen de Mylius                                     |                                                      |
| 2007  | Søren Nystrøm Rasted & Adam Duvå Hall                | Susanna Georgi                                       |                                                      |
| 2008  | Nicolaj Molbech                                      | Maria Montell                                        |                                                      |
| 2009  | Nicolaj Molbech                                      | Felix Smith                                          |                                                      |
| 2010  | Nicolaj Molbech                                      | Bryan Rice                                           |                                                      |
| 2011  | Ole Tøpholm                                          | Lise Rønne                                           |                                                      |
| 2012  | Ole Tøpholm                                          | Louise Wolff                                         |                                                      |
| 2013  | Ole Tøpholm                                          | Sofie Lassen-Kahlke                                  |                                                      |
| 2014  | Ole Tøpholm                                          | Sofie Lassen-Kahlke                                  |                                                      |
| 2015  | Ole Tøpholm                                          | Basim                                                |                                                      |
| 2016  | Ole Tøpholm                                          | Ulla Essendrop                                       |                                                      |
| 2017  | Ole Tøpholm                                          | Ulla Essendrop                                       |                                                      |
| 2018  | Ole Tøpholm                                          | Ulla Essendrop                                       |                                                      |
| 2019  | Ole Tøpholm                                          | Rasmussen                                            |                                                      |
| 2020  | Concours annulé en raison de la pandémie de COVID-19 | Concours annulé en raison de la pandémie de COVID-19 | Concours annulé en raison de la pandémie de COVID-19 |
| 2021  |                                                      | Henrik Milling & Nicolai Molbech                     | Tina Müller                                          |

## Historique de vote
Depuis 1978, le Danemark a attribué en finale le plus de points à :
| Rang | Pays        | Points |
| ---- | ----------- | ------ |
| 1    | Suède       | 416    |
| 2    | Norvège     | 201    |
| 3    | Allemagne   | 192    |
| 4    | Royaume-Uni | 158    |
| 5    | Irlande     | 146    |
| 6    | Islande     | 141    |
| 6    | Suisse      | 141    |
| 8    | Autriche    | 105    |
| 9    | Pays-Bas    | 102    |
| 10   | France      | 96     |

Depuis 1978, le Danemark a reçu en finale le plus de points de la part de :
| Rang | Pays        | Points |
| ---- | ----------- | ------ |
| 1    | Norvège     | 205    |
| 2    | Islande     | 200    |
| 3    | Suède       | 196    |
| 4    | Royaume-Uni | 137    |
| 5    | Pays-Bas    | 129    |
| 6    | Irlande     | 127    |
| 7    | Allemagne   | 117    |
| 8    | France      | 110    |
| 9    | Israël      | 109    |
| 10   | Autriche    | 89     |

### 12 Points
Légende
 Vainqueur - Le Danemark a donné 12 points à la chanson victorieuse / Le Danemark a reçu 12 points et a gagné le concours
 2e place - Le Danemark a donné 12 points à la chanson arrivée à la seconde place / Le Danemark a reçu 12 points et est arrivée deuxième
 3e place - Le Danemark a donné 12 points à la chanson arrivée à la troisième place / Le Danemark a reçu 12 points et est arrivée troisième
 Qualifiée - Le Danemark a donné 12 points à une chanson parvenue à se qualifier pour la finale / Le Danemark a reçu 12 points et s'est qualifiée pour la finale
 Non-qualifiée - Le Danemark a donné 12 points à une chanson éliminée durant les demi-finales / Le Danemark a reçu 12 points mais n'est pas parvenue à se qualifier pour la finale
| Année         | Attribués   | Attribués                          | Reçus                                                               | Reçus                                                       |
| Année         | Finale      | Demi-Finale                        | Finale                                                              | Demi-Finale                                                 |
| 1978          | Espagne     | Pas de demi-finales                | Aucun                                                               | Pas de demi-finales                                         |
| 1979          | Allemagne   | Pas de demi-finales                | Grèce Israël                                                        | Pas de demi-finales                                         |
| 1980          | Irlande     | Pas de demi-finales                | Aucun                                                               | Pas de demi-finales                                         |
| 1981          | Irlande     | Pas de demi-finales                | Belgique                                                            | Pas de demi-finales                                         |
| 1982          | Allemagne   | Pas de demi-finales                | Aucun                                                               | Pas de demi-finales                                         |
| 1983          | Yougoslavie | Pas de demi-finales                | Aucun                                                               | Pas de demi-finales                                         |
| 1984          | Suède       | Pas de demi-finales                | Norvège Royaume-Uni                                                 | Pas de demi-finales                                         |
| 1985          | Norvège     | Pas de demi-finales                | Aucun                                                               | Pas de demi-finales                                         |
| 1986          | Irlande     | Pas de demi-finales                | Aucun                                                               | Pas de demi-finales                                         |
| 1987          | Allemagne   | Pas de demi-finales                | Aucun                                                               | Pas de demi-finales                                         |
| 1988          | Yougoslavie | Pas de demi-finales                | Autriche France Pays-Bas                                            | Pas de demi-finales                                         |
| 1989          | Suède       | Pas de demi-finales                | Finlande Pays-Bas Suède                                             | Pas de demi-finales                                         |
| 1990          | Suisse      | Pas de demi-finales                | Aucun                                                               | Pas de demi-finales                                         |
| 1991          | Suède       | Pas de demi-finales                | Aucun                                                               | Pas de demi-finales                                         |
| 1992          | Royaume-Uni | Pas de demi-finales                | Aucun                                                               | Pas de demi-finales                                         |
| 1993          | France      | Pas de demi-finales                | Aucun                                                               | Pas de demi-finales                                         |
| 1995          | Suède       | Pas de demi-finales                | Norvège Suède                                                       | Pas de demi-finales                                         |
| 1997          | Royaume-Uni | Pas de demi-finales                | Aucun                                                               | Pas de demi-finales                                         |
| 1999          | Islande     | Pas de demi-finales                | Islande                                                             | Pas de demi-finales                                         |
| 2000          | Islande     | Pas de demi-finales                | Allemagne Irlande Islande Israël Lettonie Royaume-Uni Russie Suède  | Pas de demi-finales                                         |
| 2001          | Malte       | Pas de demi-finales                | Allemagne Croatie Estonie Irlande Islande Norvège                   | Pas de demi-finales                                         |
| 2002          | Malte       | Pas de demi-finales                | Aucun                                                               | Pas de demi-finales                                         |
| 2004          | Suède       | Bosnie-Herzégovine                 | Non qualifiée                                                       | Islande                                                     |
| 2005          | Norvège     | Norvège                            | Norvège                                                             | Irlande Norvège Pays-Bas Suède                              |
| 2006          | Finlande    | Suède                              | Aucun                                                               | Qualifiée d'office                                          |
| 2007          | Suède       | Hongrie                            | Non qualifiée                                                       | Aucun                                                       |
| 2008          | Islande     | Suède                              | Islande Norvège                                                     | Hongrie Islande Suède                                       |
| 2009          | Norvège     | Norvège                            | Aucun                                                               | Norvège                                                     |
| 2010          | Allemagne   | Suède                              | Irlande Islande Pologne Roumanie Slovénie                           | Roumanie Suède                                              |
| 2011          | Irlande     | Suède                              | Irlande Islande Pays-Bas                                            | Bulgarie Irlande Lettonie Suède                             |
| 2012          | Suède       | Russie                             | Aucun                                                               | Aucun                                                       |
| 2013          | Norvège     | Russie                             | France Irlande Islande Italie Macédoine Royaume-Uni Serbie Slovénie | Autriche Croatie Estonie Irlande Pays-Bas Royaume-Uni Suède |
| 2014          | Suède       | Pays-Bas                           | Aucun                                                               | Qualifiée d'office                                          |
| 2015          | Suède       | Belgique                           | Non qualifiée                                                       | Aucun                                                       |
| 2016 Jury     | Ukraine     | Australie                          | Non qualifiée                                                       | Aucun                                                       |
| 2016 Télévote | Suède       | Belgique                           | Non qualifiée                                                       | Aucun                                                       |
| 2017 Jury     | Suède       | Norvège                            | Aucun                                                               | Aucun                                                       |
| 2017 Télévote | Suède       | Bulgarie                           | Aucun                                                               | Aucun                                                       |
| 2018 Jury     | Allemagne   | Australie                          | Hongrie                                                             | Aucun                                                       |
| 2018 Télévote | Allemagne   | Norvège                            | Hongrie Islande Suède                                               | Australie Hongrie Norvège Pays-Bas Saint-Marin Suède        |
| 2019 Jury     | Suède       | Suède                              | Italie                                                              | Italie                                                      |
| 2019 Télévote | Norvège     | Norvège                            | Aucun                                                               | Aucun                                                       |
| 2021 Jury     | Suisse      | Suisse                             | Non qualifiée                                                       | Aucun                                                       |
| 2021 Télévote | Islande     | Islande                            | Non qualifiée                                                       | Islande                                                     |
| 2022 Jury     | Grèce       | Pays-Bas                           | Non qualifiée                                                       | Aucun                                                       |
| 2022 Télévote | Ukraine     | Ukraine                            | Non qualifiée                                                       | Aucun                                                       |
| 2023 Jury     | Suède       | Pas de vote du jury en demi-finale | Non qualifiée                                                       | Pas de vote du jury en demi-finale                          |
| 2023 Télévote | Finlande    | Islande                            | Non qualifiée                                                       | Aucun                                                       |
| 2024 Jury     | Suisse      | Pas de vote du jury en demi-finale | Non qualifiée                                                       | Pas de vote du jury en demi-finale                          |
| 2024 Télévote | Croatie     | Israël                             | Non qualifiée                                                       | Aucun                                                       |
| 2025 Jury     | Lettonie    | Pas de vote du jury en demi-finale | Aucun                                                               | Pas de vote du jury en demi-finale                          |
| 2025 Télévote | Suède       | Israël                             | Aucun                                                               | Aucun                                                       |